# Olga Blinder
Olga Blinder (30 de diciembre de 1921 - 20 de julio de 2008) fue una docente, pintora y pedagoga paraguaya. Nació en el seno de una familia judía en Asunción, Paraguay. La primaria y el bachillerato los cursó en el Colegio Internacional de Asunción.

## Biografía
Estudió ingeniería (1938-1943) y pedagogía en la Facultad de Filosofía en la Universidad Nacional de Asunción. Estudió pintura con Ofelia Echagüe Vera y João Rossi. Realizó su primera exposición en el Ateneo Paraguayo en 1950. En 1952 expuso en el Centro Cultural Paraguayo-Americano. El catálogo de esta exposición, escrito por Josefina Plá y João Rossi, es conocido como el manifiesto de arte moderno paraguayo. 
En 1943 contrajo matrimonio con el Dr. Isaac Schvartzman (1914-1989) con el que tuvo tres hijos: Silvia Susana (1944), Carlos Eduardo (1946-1955) y Jorge Bernardo (1948).
En 1954 fundó junto a Josefina Plá, Lilí del Mónico y José Laterza Parodi el Grupo Arte Nuevo. En 1959, junto a Augusto Rodríguez, fundó la Escolinha de Arte de Asunción, dependiente de la Misión Cultural Brasileira, que dirigió hasta 1976.
Poco tiempo más tarde fundó el Taller de expresión infantil (TEI), luego el Instituto para el Desarrollo Armónico de la Personalidad (IDAP) y finalmente el Instituto Superior de Arte (ISA), primero como una institución que enseñaba arte de manera particular, luego dependiendo del Rectorado de la Universidad Nacional de Asunción y finalmente de la Facultad de Arquitectura de la misma casa de estudios superiores.
En 1972 creó con Carlos Colombino la Colección Circulante, que fue la base del Museo Paraguayo de Arte Contemporáneo (MPAC), derivado finalmente en el Centro de Artes Visuales Museo del Barro.
En el año 2005 fue nombrada Maestra del Arte por el Centro Cultural Fundación El Cabildo, y al año siguiente Doctora Honoris Causa por la Universidad Nacional de Asunción. Falleció en Asunción y fue inhumada en el Cementerio Israelí del Cementerio de la Recoleta en la misma ciudad.

## Libros
Entre sus libros destacan Arte actual en el Paraguay (1900-1995), La educación paraguaya 1945-1991, en Historia de la educación en América Latina; Inteligencia, juego y TV, con otros autores (1982); El juego, los juguetes y el niño, con otros autores; Trabajos sobre museos y educación artística (1994) y En la frontera de un arte nuevo guaraní (1987-1988), en colaboración con el antropólogo español Bartomeu Melià SJ. Publicó, además, regularmente, artículos sobre arte y pedagogía en el Correo Semanal del diario Última Hora. En [1992] fue nombrada miembro del Consejo de Reforma Educativa y fue una de las responsables de la reforma educativa aplicada en el Paraguay en 1993

## Premios
Recibió numerosos galardones y reconocimientos. Dos de sus pinturas fueron seleccionadas por el Año Internacional de la Familia, cuya reproducción fue impresa en estampillas nacionales; mereció el premio Afiches sobre derechos humanos de Naciones Unidas en 1992, la Mención en la II Bienal Internacional de Pintura en Cuenca, Ecuador (1991), y la Medalla de Oro de la II Bienal de Córdoba (1964).